# Когосова, Любовь Соломоновна
Любовь Соломоновна Когосова (2 ноября 1921, Киев — 5 июня 2020, Крефельд, ФРГ) — советский и украинский врач-иммунолог, доктор медицинских наук (1972), профессор (1996).

## Биография
Дочь учёного-медика Соломона Наумовича Вайсблата, заслуженного деятеля науки УССР. Внучка Н. Я. Вайсблата, главного раввина Киева в 1893—1925 годах. В 1946 окончила Киевский медицинский институт.
В 1946—1953 годах работала в киевском Институте экспериментальной биологии и патологии (ныне в составе института физиологии НАНУ. Позже в 1953—1998 годах — в Институте фтизиатрии и пульмонологии АМНУ (Киев): с 1992 года — главный научный сотрудник.
Муж — торакальный хирург Юзеф Аронович Когосов (род. 1925), доктор медицинских наук (1970).

## Научная деятельность
Занималась научными исследованиями иммунопатологии заболеваний лёгких, состояния системного и местного иммунитета при туберкулёзе и неспецифических заболеваний лёгких. Разработала клинико-иммунологические группы, отображающие течение специфических реакций и процессы аутоиммунизации при туберкулёзе; предложила иммунофармакологические критерии для оптимального использования иммуномодуляторов, методики диагностики аллергических заболеваний органов дыхания.

## Избранные публикации
- Иммунологические исследования в клинике. 1978;
- Иммунология и иммунопатология заболеваний лёгких. 1981;
- Аутоиммунные процессы и их роль в клинике внутренних болезней. 1984 (все — Киев, в соавторстве).